# Elland Road
Elland Road je nogometni stadion v Jorkširu, »dom« nogometnega kluba Leeds United A.F.C.

## Zgodovina
Stadion je bil zgrajen leta 1904 za potrebe tamkajšnjega ragbijskega kluba, še istega leta pa ga je kupil novo ustanovljeni nogometni klub Leeds City. Po bankrotu kluba v letu 1919 je stadion skupaj z ostalim imetjem kluba dobila nogometna zveza, ki je sprva celo razmišljala o rušenju stadiona. Do tega ni prišlo in zveza je dala objekt v najem na novo ustanovljenemu klubu Leeds United.
Stadion je bil prvič resno obnovljen po požaru leta 1956, ko je ogenj uničil zahodno tribuno. Takrat so to tribuno pokrili in na njej postavili komentatorske tribune. Leta 1971 so stadionu dodali južno tribuno, na kateri so bila do leta 1993 stojišča, po Taylorjevem poročilu pa so tudi tja namestili sedeže. V sezoni 1992/93 so na vzhodni tribuni namestili premično ploščad s sedeži za 17.000 gledalcev, ki je bila takrat največja na svetu, to pa je bila hkrati zadnja večja obnova stadiona.
Danes je stadion v lasti Teak Trading Corporation Ltd., podjetja z Britanskih Deviških otokov.

## Statistika
- Dimenzije igrišča: 105 x 65 m
- Kapaciteta: 40.296